# Juma, Uzbekistan
Juma (tiếng Uzbek: Juma/Жума, tiếng Nga: Жума) là một thành phố thuộc tỉnh Samarqand của Uzbekistan, đóng vai trò là trung tâm hành chính của huyện Pastdargʻom.
Từ năm 1933 đến năm 1937 thành phố được gọi là Ikramovo.

## Nhân khẩu
Dưới đây là dân số Juma qua các năm:
| 1959  | 1970  | 1979   | 1989   | 2016   |
| ----- | ----- | ------ | ------ | ------ |
| 5.924 | 8.055 | 12.654 | 15.571 | 21.500 |